# 皮特·里德
皮特·里德（英語：Pete Reed，1981年7月27日—），英国前男子赛艇运动员。他曾代表英国参加2008年、2012年和2016年夏季奥林匹克运动会赛艇比赛，获得三枚金牌。